# Jan Erik Kongshaug
Jan Erik Kongshaug (* 4. Juli 1944 in Trondheim; † 5. November 2019 in Oslo) war ein norwegischer Toningenieur und Jazzgitarrist. Er wurde vor allem durch seine Arbeit für das Label ECM bekannt.

## Leben
Von Haus aus Elektrotechniker, begann Kongshaug 1970 seine jahrzehntelange Tätigkeit für ECM auf dem Album Afric Pepperbird von Jan Garbarek. Er arbeitete in verschiedenen Studios wie dem seit 1975 gemeinsam mit Arve Sigvaldsen betriebenen Talent Studios in Oslo oder der New Yorker Power Station, bis er 1984 das eigene Studio Rainbow Studio in Oslo eröffnete. Seitdem wird Kongshaug in Verbindung mit diesem Studio oft fest mit ECM assoziiert. Der für seine Transparenz bekannte „ECM Sound“ geht maßgeblich auf seinen Einfluss als Toningenieur zurück. Mittlerweile war Kongshaug bei Hunderten von Produktionen, mehr als die Hälfte der ECM-Aufnahmen, für den Klang verantwortlich.
Bekannt wurde Kongshaug für den "nordischen" Klang, den er im September 1970 mit Manfred Eicher für das Album "Affric Pepperbird" mit Jan Garbarek, Terje Rypdal, Arild Andersen und Jon Christensen verwirklichte, später auch mit den Einspielungen der norwegischen Sängerin Kari Bremnes. Zu den von ihm aufgenommenen Musikern gehören internationale Jazzgrößen wie John Abercrombie, Gary Burton, Chick Corea, Bill Frisell, Jan Garbarek, Keith Jarrett, Pat Metheny, Terje Rypdal, Eberhard Weber sowie fast alle anderen langjährigen ECM-Musiker. Musiker wie Arild Andersen, Karin Krog oder John Surman ließen ihn auch für andere Labels aufnehmen.
Schon vor seiner Zeit als Toningenieur war Kongshaug zunächst als Akkordeonspieler, dann als Jazzgitarrist aktiv. Nach seiner Schulzeit spielte er für ein Jahr auf einem Kreuzfahrtschiff. Während dieser Zeit lernte er Bass zu spielen. Nachdem er seinen Landsmann Sven Nyhus bereits auf 15 Alben begleitet hatte, veröffentlichte er 1998 – nicht bei ECM, sondern beim Labelkonkurrenten ACT – sein erstes Album The Other World, auf dem er sich in Quartettbesetzung dem Bebop verschrieb. 2005 folgte in gleicher Besetzung All These Years. Eigene Kompositionen von Kongshaug sind auf dem Album Direct To Dish (1980) des Quintetts von Frode Thingnæs enthalten, der einzigen norwegischen Direct-to-Disc-Aufnahme.

## Diskografie (Auswahl)
| Titel           | Jahr | Label    |
| --------------- | ---- | -------- |
| The Other World | 1998 | ACT      |
| All These Years | 2005 | Hot Club |